# Бахрам III
Бахрам (Варахран) III — царь царей (шахиншах) Ирана, правил приблизительно в 292/293 году. Из династии Сасанидов. Сын Бахрама II и Шапурдухтак. При отце он был наместником провинции Сакастан, сменив казнённого за мятеж Ормизда.

## Правление
Бахрам II, желая закрепить власть за своим потомством, рано провозгласил сына наследником престола. На многих своих монетах Бахрам II приказывал изображать себя вместе с женой и сыном наследником. Однако, когда Бахрам II скончался, претензии на престол выдвинул Нарсе, сын Шапура I и дядя покойного шаха. Чётких правил престолонаследия у первых Сасанидов не было. На Востоке существовала традиция вытекающая из зороастрийского обычая перехода власти к «старшему в роде». Однако после смерти Бахрама I, старшего брата Нарсе, по каким-то причинам от этой традиции отступили в пользу прямого престолонаследия — от отца к сыну (что также бывало), — и на трон взошёл Бахрам II, а старший в роде Нарсе стал «великим царём» Армении. Не исключено, что власть над Арменией досталась Нарсе как компенсация — ведь его обошли при передаче царства. В те годы в Армении, в этом важнейшем стратегическом районе, была сосредоточена основная масса войска, ведь у границы стоял основной враг — римляне.
Среднеперсидско-парфянская двуязычная надпись Нарсе (NPi) на башне Пайкули в Иракском Курдистане является единственным источником информации о четырехмесячном правлении Бахрама III и военных столкновениях между ним и Нарсе.
Неясно, когда точно после смерти Бахрама II случился мятеж Нарсе, погубивший юного шаха, известно только, что крайне быстро. На стороне Нарсе была армия, значительная часть знати, за него были полунезависимые города Месопотамии. Нарсе двинулся на Ктесифон. Вахунам (Wahnām), фраматар (верховный везир) при Шапуре I и Бахраме II, обратился за помощью к царю Мешана Атурфарнбагу (Ādurfarrōbay), ставленнику Бахрама II и главному противнику Нарсе, предложив ему стать регентом над страной до совершеннолетия Бахрама III. Однако надежды ещё недавно всесильного министра не оправдались. Большая группа сторонников встретила Нарсе в местности Пайкули и провозгласила шахиншахом. Позже на этом месте шах повелел запечатлеть свою победу — в надписи на камнях ныне разрушенного здания. Надпись эта в сильно повреждённом виде дошла до нас и частично прочитана. Там перечислены вельможи, поддержавшие Нарсе. Среди них был и недавний его противник — верховный жрец Картир. Нарсе при поддержке правителей западных областей Ирана подошёл к столице и без боя овладел ею. Затем он разбил войско Атурфарнбага, схватил Вахунама, пытавшегося скрыться, казнил обоих, а потом был умерщвлён и несостоявшийся Бахрам III. После всех этих событий в живых из потомков Шапура I остались только Нарсе и его дети.
Относительно царствования Бахрама III, данные источников сильно расходятся. Согласно выпискам Сергия, приведённым у Агафия Миринейского, оно длилось всего 4 месяца. Это соответствует данным многих восточных источников. Однако ал-Якуби и ат-Табари полагают, что Варахран III правил 4 года. Однако его правление не могло быть таким долгим (если только в него не вошли годы соправительства с отцом) и здесь, видимо, не обошлось без путаницы с числами. Например, ал-Масуди сначала отводил Бахраму III 4 месяца правления, позднее — 4 года и 4 месяца, а Вахрам Марданшахан даже называл 40 лет и 4 месяца, что в «Собрании историй и рассказов» прямо называется ошибкой. Предпочтение историки отдают оценке в 4 месяца. Впрочем, некоторые историки считают, что Бахрам III не был провозглашён шахиншахом Ирана или же правил при регентстве матери. Нарсе в своей надписи в Пайкули упоминает, что Бахрам III «был ещё мал», а это значит, что ему не исполнилось пятнадцати лет (возраст совершеннолетия зороастрийца). В той же надписи Нарсе отказывается признавать Бахрама III шахиншахом Ирана, а называет его лишь «царём саков».
| Сасаниды                  |                                                     |                 |
| Предшественник: Бахрам II | шахиншах Ирана и не-Ирана 292/293 (правил 4 месяца) | Преемник: Нарсе |